# Grabowiec (Węgrów)
Pour les articles homonymes, voir Grabowiec.
Grabowiec (prononciation : [ɡraˈbɔvjɛt͡s]) est un village polonais situé dans la gmina de Stoczek dans le powiat de Węgrów et en voïvodie de Mazovie dans le centre-est de la Pologne.
Ce village se trouve à environ 8 kilomètres à l'ouest de Stoczek, 23 kilomètres au nord-ouest de Węgrów (chef-lieu du powiat) et à 68 kilomètres au nord-est de Varsovie (capitale de la Pologne).
Le village a une population de 293 habitants en 2008

## Histoire
De 1975 à 1998, le village appartenait administrativement à la voïvodie de Siedlce.

## Référence
1. ↑  « stoczek.net.pl/gmina/?podzial-… »(Archive.org • Wikiwix • Archive.is • Google • Que faire ?).